# Riconoscimento venoso

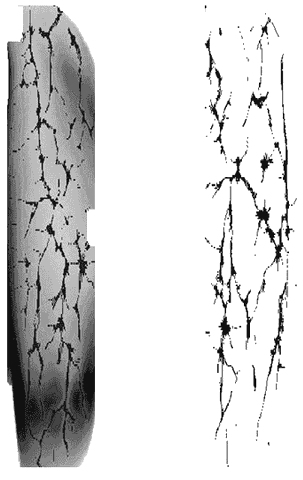
Esempio di trattamento di immagine per l'estrazione delle vene di un dito della mano

Il riconoscimento venoso è una tecnica biometrica per autenticare l'identità di una persona osservando la morfologia del sistema venoso, spesso di un dito o del palmo della mano.

## Le vene e la rete venosa
In anatomia, una vena è un vaso sanguigno che trasporta sangue al cuore.
Il sistema venoso è responsabile del trasporto del sangue impoverito di ossigeno dalla periferia del corpo verso il cuore e successivamente ai polmoni. Una moltitudine di venule post-capillari raccolgono il sangue e confluiscono nelle vene per assicurare il ritorno del sangue al cuore. Circa 7000 litri di sangue ritornano ogni giorno al cuore umano attraverso il nostro sistema venoso.

## Storico
Il riconoscimento venoso è probabilmente la tecnica biometrica più recente. Le prime pubblicazioni datano del 2006 e mettono in evidenza la ricerca e lo sviluppo dei leader giapponesi del riconoscimento biometrico Fujitsu e Hitachi.
Diverse tecnologie di riconoscimento venoso stanno emergendo, basati sull'analisi di:
- palmo della mano[5]
- polso[6]
- dita della mano[7]

Nel 2018, lo sviluppo del riconoscimento venoso mono-vista bidimensionale ha mostrato i suoi limiti.  Due hacker tedeschi hanno dimostrato pubblicamente la sua vulnerabilità.  Dal 2016, scienziati svizzeri che avevano previsto questa vulnerabilità, hanno lavorato su una tecnica molto più sicura basata sul riconoscimento della rete venosa multi-vista.
Nel maggio 2019 è stato creato a Losanna, presso l'EPFL Innovation Park, il primo scanner per il riconoscimento biometrico di vene in multi-vista.
A settembre 2019 i media hanno parlato di un futuro più sicuro, ove non si useranno password.
Nell'aprile 2020 l'IDIAP, uno dei tre centri di certificazione biometrica al mondo, in collaborazione con la startup Global ID (fondata da Lambert Sonna Momo), ha sviluppato uno scanner per il riconoscimento venoso senza contatto.

## Acquisizione dell'immagine delle vene

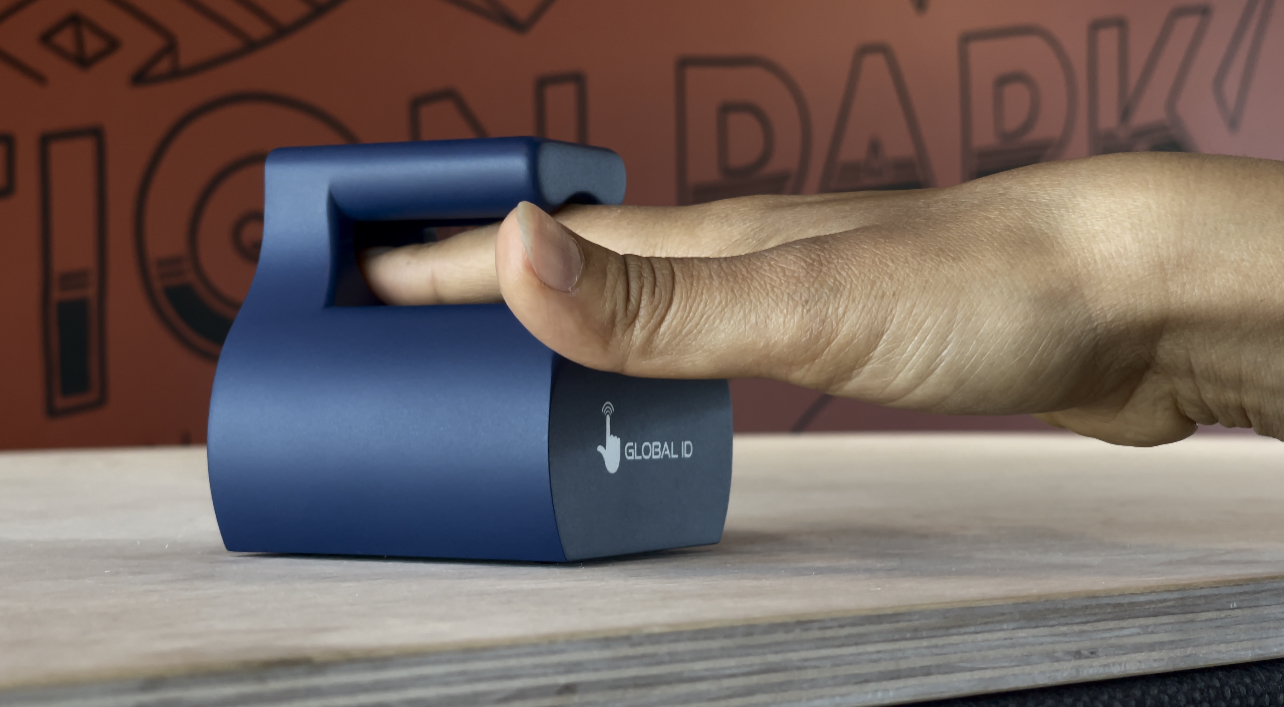
Scanner per il riconoscimento venoso in multi-vista

Lo scanner permette di acquisire l'immagine delle vene delle dita, del polso o del palmo della mano. Le ultime generazioni usano illuminazione multi-spettrale.
Una luce creata da LED permette di illuminare la parte della mano desiderata per l'acquisizione fotografica e il trattamento di estrazione della morfologia della rete venosa.
Il risultato è unico per ogni individuo.

### Igiene
Le nuove generazioni di scanner senza contatto agevolano l'uso in ambito medico. La pandemia COVID-19 ha decisamente aumentato l'interesse per questa soluzione perché unisce sicurezza informatica a sicurezza individuale. La Confederazione Svizzera ha stanziato 1 milione di franchi per accelerare questo sviluppo.

### Sicurezza
Il riconoscimento venoso è molto più sicuro delle impronte digitali, ed è molto più difficile da falsificare rispetto alle altre tecniche biometriche. L'unicità del risultato è ulteriormente messa in sicurezza da crittografia sia in stoccaggio che in movimento.

### Etica
Già nel 2009 la CNIL (Francia) espresso parere positivo sul minore rischio etico della tecnica del riconoscimento venoso rispetto alle impronte digitali.
Trattandosi di una caratteristica fisica nascosta la cui acquisizione impone un'azione volontaria da parte dell'autenticato, e pure di una caratteristica che non viene replicata e disseminata costantemente (come le impronte digitali), la rete venosa è difficilmente acquisibile all'insaputa dell'individuo.

## Implementazione
Nel 2018 la polizia di San Gallo ha messo in funzione un sistema di riconoscimento venoso, che secondo il loro portavoce è più affidabile di altre tecnologie biometriche, ritenendolo dieci volte più sicuro del riconoscimento dell'iride, 100 volte più sicuro delle impronte digitali e 1000 volte più sicuro del riconoscimento facciale.
Nel 2019, l'ospedale del Giura a Delémont ha testato con successo l'autenticazione tramite riconoscimento venoso con l'obiettivo di rispondere alla prerogativa della Confederazione Svizzera di rafforzare la sicurezza dei dati.
Nel 2021 Amazon ha presentato un sistema di autenticazione basato sul riconoscimento venoso palmare, nuovo sistema di pagamento basato sul riconoscimento venoso.